# Shahindej
Shahindej o Shahin Dezh (farsi شاهین‌دژ) è il capoluogo dello shahrestān di Shahindej nell'Azarbaijan occidentale. Si trova a sud-est del lago di Urmia. La popolazione è in maggioranza curda e azera.